# Artem Favorov
Artem Volodymyrovyč Favorov (in ucraino Артем Володимирович Фаворов?; Kiev, 19 marzo 1994) è un calciatore ucraino, centrocampista del Puskás Akadémia.

## Vita privata
Il fratello maggiore Denys Favorov è un giocatore di calcio professionista che ha militato anche lui nella squadra del Desna Černihiv.

## Carriera
Favorov è un prodotto del vivaio della Dinamo Kiev. Nel 2013 ha giocato per tre stagioni nella squadra del Obolon' e per il Zirka con una pausa in prestito al Vejle. Nel 2018 ha firmato un contratto con il Desna Černihiv in Prem"jer-liha nella Premier League ucraina, dove ha giocato con il fratello maggiore Denys Favorov. Nel 2020, Favorov viene ceduto al Puskás Akadémia nel Campionato ungherese, la massima serie del sistema calcistico unghereseha firmando un contratto di 2,5 anni, diventando il primo giocatore venduto ad un club europeo da parte del club di Černihiv. Nell'estate 2020 viene ceduto in prestito per un anno alla squadra Zalaegerszeg sempre nel Campionato ungherese.

## Statistiche

### Presenze e reti nei club
Statistiche aggiornate al 3 maggio 2025.
| Stagione               | Squadra                | Campionato             | Campionato | Campionato | Coppe nazionali | Coppe nazionali | Coppe nazionali | Coppe continentali | Coppe continentali | Coppe continentali | Altre coppe | Altre coppe | Altre coppe | Totale | Totale | Totale |
| Stagione               | Squadra                | Comp                   | Pres       | Reti       | Comp            | Pres            | Reti            | Comp               | Pres               | Reti               | Comp        | Pres        | Reti        | Pres   | Reti   |        |
| ---------------------- | ---------------------- | ---------------------- | ---------- | ---------- | --------------- | --------------- | --------------- | ------------------ | ------------------ | ------------------ | ----------- | ----------- | ----------- | ------ | ------ | ------ |
| 2011-2012              | Dinamo Kiev-2          | PL                     | 7          | 1          | -               | -               | -               | -                  | -                  | -                  | -           | -           | -           | 7      | 1      |        |
| 2012-2013              | Dinamo Kiev-2          | PL                     | 19         | 1          | PL              | 0               | 0               | -                  | -                  | -                  | -           | -           | -           | 19     | 1      |        |
| Totale Dinamo Kiev-2   | Totale Dinamo Kiev-2   | Totale Dinamo Kiev-2   | 26         | 2          |                 | -               | -               |                    | -                  | -                  |             | -           | -           | 26     | 2      |        |
| 2013-2014              | Obolon'                | DL                     | 31         | 8          | KU              | 2               | 1               | -                  | -                  | -                  | -           | -           | -           | 33     | 9      |        |
| 2014-2015              | Obolon'                | DL                     | 22         | 11         | KU              | 2               | 0               | -                  | -                  | -                  | -           | -           | -           | 24     | 11     |        |
| 2015-2016              | Obolon'                | PL                     | 28         | 17         | KU              | 4               | 1               | -                  | -                  | -                  | -           | -           | -           | 32     | 18     |        |
| Totale Obolon          | Totale Obolon          | Totale Obolon          | 81         | 38         |                 | 8               | 2               |                    | 0                  | 0                  |             | -           | -           | 89     | 40     |        |
| 2016-2017              | Zirka                  | PL                     | 11         | 2          | KU              | 1               | 0               | -                  | -                  | -                  | -           | -           | -           | 12     | 2      |        |
| Totale Zirka           | Totale Zirka           | Totale Zirka           | 11         | 2          |                 | 1               | 0               |                    | -                  | -                  |             | -           | -           | 12     | 2      |        |
| 2016-2017              | Vejle                  | 1D                     | 13         | 4          | CD              | 0               | 0               | -                  | -                  | -                  | -           | -           | -           | 13     | 4      |        |
| Totale Vejle           | Totale Vejle           | Totale Vejle           | 13         | 4          |                 | 0               | 0               |                    | -                  | -                  |             | -           | -           | 13     | 4      |        |
| 2017-2018              | Zirka                  | PL                     | 9          | 0          | KU              | 0               | 0               | -                  | -                  | -                  | -           | -           | -           | 9      | 0      |        |
| Totale Zirka           | Totale Zirka           | Totale Zirka           | 9          | 0          |                 | 0               | 0               |                    | -                  | -                  |             | -           | -           | 9      | 0      |        |
| 2017-2018              | Desna Černihiv         | PL                     | 12         | 8          | KU              | 2               | 0               | -                  | -                  | -                  | -           | -           | -           | 14     | 8      |        |
| 2018-2019              | Desna Černihiv         | PL                     | 28         | 5          | KU              | 2               | 0               | -                  | -                  | -                  | -           | -           | -           | 30     | 5      |        |
| 2019-2020              | Desna Černihiv         | PL                     | 16         | 1          | KU              | 1               | 0               | 0                  | 0                  | 0                  | 0           | 0           | -           | 17     | 1      |        |
| Totale Desna Černihiv  | Totale Desna Černihiv  | Totale Desna Černihiv  | 56         | 14         |                 | 5               | 0               |                    | -                  | -                  |             | -           | -           | 61     | 14     |        |
| 2019-2020              | Puskás Akadémia        | NB1                    | 10         | 1          | CU              | 2               | 0               | -                  | -                  | -                  | -           | -           | -           | 12     | 1      |        |
| Totale Puskas Akademia | Totale Puskas Akademia | Totale Puskas Akademia | 10         | 1          |                 | 2               | 0               |                    | -                  | -                  |             | -           | -           | 12     | 1      |        |
| 2020-2021              | Zalaegerszeg           | NB1                    | 28         | 8          | CU              | 1               | 0               | -                  | -                  | -                  | -           | -           | -           | 29     | 8      |        |
| Totale Zalaegerszeg    | Totale Zalaegerszeg    | Totale Zalaegerszeg    | 28         | 8          |                 | 1               | 0               |                    | -                  | -                  |             | -           | -           | 29     | 8      |        |
| 2021-2022              | Puskás Akadémia        | NB1                    | 30         | 6          | CU              | 2               | 0               | UECL               | 3                  | 0                  | -           | -           | -           | 35     | 6      |        |
| 2022-2023              | Puskás Akadémia        | NB1                    | 29         | 6          | CU              | 3               | 0               | UECL               | 1                  | 0                  |             | -           | -           | 39     | 4      |        |
| 2023-2024              | Puskás Akadémia        | NB1                    | 26         | 4          | CU              | 0               | 0               |                    | 0                  | 0                  |             | -           | -           | 26     | 4      |        |
| 2024-2025              | Puskás Akadémia        | NB1                    | 25         | 3          | CU              | 0               | 0               | UECL               | 4                  | 1                  |             | -           | -           | 30     | 4      |        |
| Totale Puskas Akademia | Totale Puskas Akademia | Totale Puskas Akademia | 120        | 18         |                 | 5               | 0               |                    | 8                  | 1                  |             | -           | -           | 137    | 19     |        |
| Totale carriera        | Totale carriera        | Totale carriera        | 344        | 87         |                 | 5               | 0               |                    | 8                  | 1                  |             | -           | -           | 357    | 88     |        |

## Palmarès

### Individuale
- Capocannoniere della Perša Liha: 1

2015-2016 (16 reti)